# アレクサンドル・ロマノフ
アレクサンドル・ロマノフ（Alexander Romanov、1990年12月11日 - ）は、モルドバの男性総合格闘家、レスリング選手。コムラト出身。ライオン・クラブ所属。アレクサンダー・ロマノフとも表記される。

## 来歴
7歳からフリースタイルレスリングを始め、2016年の世界大学レスリング選手権で銅メダルを獲得し、2020年のヨーロッパレスリング選手権で12位となった。また、UWWのグラップリングヨーロッパ選手権で2度の銅メダルを獲得した。相撲も短期間経験し、2016年のオープンヨーロピアンカップで銀メダルを獲得した。

### 総合格闘技
2016年、プロ総合格闘技デビュー。ローカル団体で11戦11勝（5TKO・6一本）の戦績を残す。

### UFC
2020年9月12日、UFC初参戦となったUFC Fight Night: Waterson vs. Hillでロッキー・マルティネスと対戦し、肩固めで2R一本勝ち。
2020年11月7日、UFC on ESPN: Santos vs. Teixeiraでマルコス・ホジェリオ・デ・リマと対戦し、UFC史上初となるフォーアームチョークで1R一本勝ち。パフォーマンス・オブ・ザ・ナイトを受賞した。
2021年4月17日、UFC on ESPN: Whittaker vs. Gastelumでフアン・エスピーノと対戦。3R序盤にエスピーノの膝蹴りがロマノフの下腹部に入り試合続行不可能となったため、その時点までの負傷判定決着となり、2-1の判定勝ち。
2022年8月20日、UFC 278でヘビー級ランキング11位のマルチン・ティブラと対戦し、0-2の判定負け。キャリア初黒星を喫した。
2023年3月11日、UFC Fight Night: Yan vs. Dvalishviliでヘビー級ランキング8位のアレキサンダー・ヴォルコフと対戦し、パウンドで1RTKO負け。
2024年6月1日、UFC 302でヘビー級ランキング7位のジャイルトン・アウメイダと対戦し、リアネイキドチョークで1R一本負け。
2024年11月2日、UFC Fight Night: Moreno vs. Albaziでヘビー級ランキング15位のホドリゴ・ナシメントと対戦し、3-0の判定勝ち。この試合を最後にUFCとの契約満了を迎え、UFCからリリースされた。

## 戦績
| 総合格闘技 戦績 | 総合格闘技 戦績 | 総合格闘技 戦績 | 総合格闘技 戦績 | 総合格闘技 戦績 | 総合格闘技 戦績 | 総合格闘技 戦績 |
| --------------- | --------------- | --------------- | --------------- | --------------- | --------------- | --------------- |
| 23 試合         | (T)KO           | 一本            | 判定            | その他          | 引き分け        | 無効試合        |
| 19 勝           | 6               | 10              | 3               | 0               | 0               | 1               |
| 3 敗            | 1               | 1               | 1               | 0               | 0               | 1               |

| 勝敗 | 対戦相手                       | 試合結果                                    | 大会名                                                           | 開催年月日     |
| －   | ワレンティン・モルダフスキー   | 1R 4:26ノーコンテスト（偶発的なローブロー） | PFL World Tournament 7 【2025年PFLヘビー級トーナメント準決勝】   | 2025年6月27日  |
| ○    | ティモシー・ジョンソン         | 1R 1:53 ギロチンチョーク                    | PFL World Tournament 4 【2025年PFLヘビー級トーナメント準々決勝】 | 2025年5月1日   |
| ○    | ホドリゴ・ナシメント           | 5分3R終了 判定3-0                           | UFC Fight Night: Moreno vs. Albazi                               | 2024年11月2日  |
| ×    | ジャイルトン・アウメイダ       | 1R 2:27 リアネイキドチョーク                | UFC 302: Makhachev vs. Poirier                                   | 2024年6月1日   |
| ○    | ブラゴイ・イワノフ             | 5分3R終了 判定3-0                           | UFC on ESPN 48: Strickland vs. Magomedov                         | 2023年7月1日   |
| ×    | アレキサンダー・ヴォルコフ     | 1R 2:16 TKO（パウンド）                     | UFC Fight Night: Yan vs. Dvalishvili                             | 2023年3月11日  |
| ×    | マルチン・ティブラ             | 5分3R終了 判定0-2                           | UFC 278: Usman vs. Edwards 2                                     | 2022年8月20日  |
| ○    | チェイス・シャーマン           | 1R 2:11 アメリカーナ・アームロック          | UFC on ESPN 35: Font vs. Vera                                    | 2022年4月30日  |
| ○    | ジャレッド・バンデラ           | 2R 4:43 TKO（パウンド）                     | UFC Fight Night: Dern vs. Rodriguez                              | 2021年10月9日  |
| ○    | フアン・エスピーノ             | 3R 1:05 負傷判定2-1                         | UFC on ESPN 22: Whittaker vs. Gastelum                           | 2021年4月17日  |
| ○    | マルコス・ホジェリオ・デ・リマ | 1R 4:48 フォーアームチョーク                | UFC on ESPN 17: Santos vs. Teixeira                              | 2020年11月7日  |
| ○    | ロッキー・マルティネス         | 2R 4:22 肩固め                              | UFC Fight Night: Waterson vs. Hill                               | 2020年9月12日  |
| ○    | セルジオ・フレイタス           | 1R 2:28 TKO（スラム）                       | Eagles Fighting Championship 11                                  | 2019年2月16日  |
| ○    | スルタン・ムルタザリエフ       | 3R 2:17 TKO（パウンド）                     | Eagles Fighting Championship 10                                  | 2018年11月3日  |
| ○    | ヴァージル・ツウィッカー       | 1R 1:55 ネッククランク                      | S-70: Plotforma Cup 2018                                         | 2018年8月22日  |
| ○    | イオン・グリゴア               | 1R 3:54 フォーアームチョーク                | Eagles Fighting Championship 9                                   | 2018年5月26日  |
| ○    | アレクサンダー・ストリヤロフ   | 1R 0:36 TKO（パウンド）                     | Eagles Fighting Championship 8 【EFCヘビー級暫定王座決定戦】     | 2018年2月10日  |
| ○    | ラフシャンホン・フサノフ       | 1R 1:37 TKO（パンチ連打）                   | Eagles Fighting Championship 7                                   | 2017年11月4日  |
| ○    | ユーリ・ゴルベンコ             | 1R 3:43 フォーアームチョーク                | Eagles Fighting Championship 6                                   | 2017年6月24日  |
| ○    | エフゲニー・ゴラブ             | 1R 0:48 TKO（パウンド）                     | Eagles Fighting Championship 5                                   | 2017年8月8日   |
| ○    | ショタ・ベトレミゼ             | 1R 4:56 リアネイキドチョーク                | ProFC Ukraine: Brave Hearts                                      | 2017年4月8日   |
| ○    | アンドレイ・ブルディニウク     | 3R 0:43 ネッククランク                      | Eagles Fighting Championship 4                                   | 2017年2月18日  |
| ○    | ユーリー・プロツェンコ         | 1R 0:50 リアネイキドチョーク                | Eagles Fighting Championship 3                                   | 2016年11月19日 |

## 獲得タイトル
- Eagles Fighting Championshipヘビー級暫定王座（2018年）

## 表彰
- UFCパフォーマンス・オブ・ザ・ナイト（1回）